# 关兴公路
关兴公路，位于中國贵州省，是一条連接安顺市關嶺布依族苗族自治縣與黔西南布依族苗族自治州興義市的省级高等级公路。位於此公路上的北盤江大橋，曾於2003-2005年間，榮獲世界最高橋樑的美譽。